# Chiel van Berkel

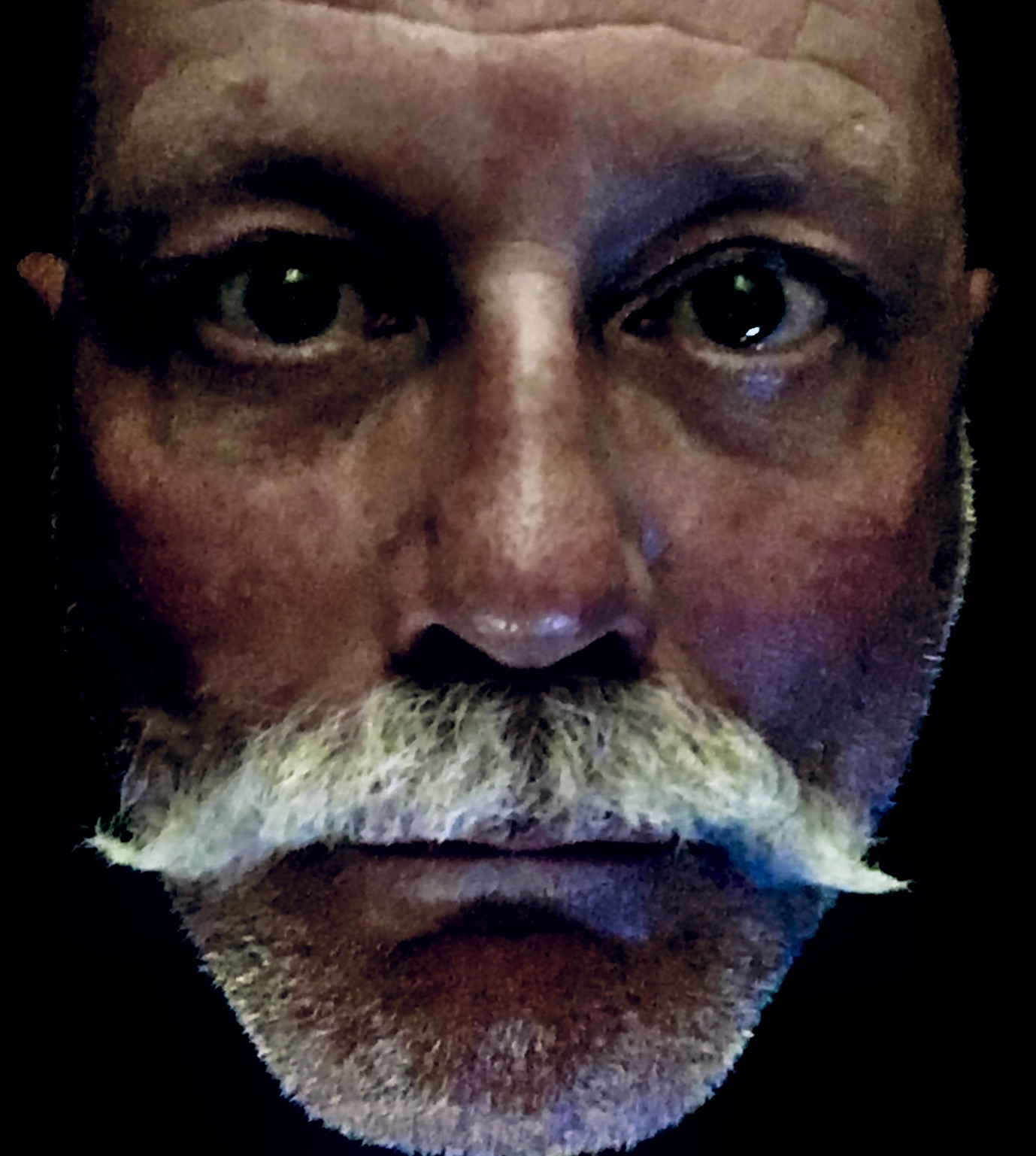

Chiel van Berkel (Utrecht, 1 november 1959) is een Nederlands theateracteur, woonachtig in België. In 1986 studeerde hij af aan de Kleinkunst opleiding van Studio Herman Teirlinck in Antwerpen. In de periode 1990 tot 2000 vormde van Berkel samen met Manou Kersting het anti-theater W.A.C.K.O.. Sinds 2005 maakt hij deel uit van het Mechelse theatercollectief Abattoir Fermé.

## Theateroverzicht
- Koninklijk Jeugdtheater Antwerpen (1987 - 1988)
- Noordelijk Theater De Voorziening Groningen (1988 - 1991)

### W.A.C.K.O.
- Everything we always wanted to do on stage, but never were allowed to! (1991)
- La Sopa del Dia (1994)
- Black Space (1996)
- The return of Dionysos (1998)
- Hotel Quid Pro Quo (1999)

### Solo
- De Uitspreker (2000)
- de Anti Man (Opus Sick) (2002)

### Abattoir Fermé
- Super Seance (Eland Nieuwe Stijl)  (2003)
- Indie (2005)
- Tinseltown (2006)
- Transmutation Device (2006)
- Testament (2006)
- Tourniquet (2007)
- Mythobarbital (2008)
- Cinérama (2008)
- Nimmermeer (2008)
- Snuff (2009)
- Chaostrilogie (2010)
- Phantasmapolis (2010)
- l'Intruse (2011)
- Op zoek naar de Grand Macabre (2011)
- Monkey (2012)
- A Brief History of Hell (2012)
- Apocalypso (2013)
- Ghost (2013)
- Tristan und Isolde (2013)
- Grey Gardens (2014)
- Colossus (2014)
- Moe Maar Op en Dolend (2014)
- Alice (2015)
- Nymf (2015)
- Divine Decadence (2016)
- The L.A. Play (2016)
- Het Proces (2017)
- Hamlet (2017)
- Bangerik (2018)
- The Black Forest Chainsaw Opera (2018)
- Gonzo (2018)
- De Expo Show (2019)
- Zandman (2019)
- Groezel of Grijsje, het levende radijsje (2019)
- De Kersenvla (2020)

## Televisie- en filmoverzicht
- Medisch Centrum West (tv serie) - Dr. Zijdeveld (1991)
- Recht voor z’n Raab (tv serie) - inbreker (1992)
- M’sjeu (tv serie) Villa Achterwerk VPRO (1997)
- Heterdaad (tv serie) - Antoine Van Riebeke (1998)
- De wet volgens Milo (tv serie) - Herbert Stevens (2005)
- Forever (kortfilm) - Werner (2005)
- Grijpstra & de Gier (tv serie) - Paul Spinoza (2007)
- MONSTER! (tv serie) - Ad Harry Shredder (2010)
- Het Vonnis (film) - Hans de Weers (2013)
- Pippa (film) als Nico Geuzebroek (2016)
- Humo’s Rock Rally: Cor’s Classics (2016)
- Generatie B (tv serie) - Max Pezen (2017)
- Kabbel (kortfilm) - Dirk (2017)
- Crimi Clowns (tv serie) - Thijs van Vliet (2017)
- Burn Out One (kortfilm) (2019)
- Hotel Poseidon (film) (2020)